# Киверњон
Киверњон (фр. Cuvergnon) насеље је и општина у североисточној Француској у региону Пикардија, у департману Оаза која припада префектури Санлис.
По подацима из 2011. године у општини је живело 323 становника, а густина насељености је износила 44,07 становника/km². Општина се простире на површини од 7,33 km². Налази се на средњој надморској висини од 132 метара (максималној 141 m, а минималној 97 m).

## Демографија
| 1962. | 1968. | 1975. | 1982. | 1990. | 1999. | 2011. |
| ----- | ----- | ----- | ----- | ----- | ----- | ----- |
| 183   | 206   | 201   | 221   | 279   | 317   | 323   |

График промене броја становника у току последњих година